# Височно-теменной узел

Красным цветом отмечено расположение височно-теменного узла

Височно-теменной узел — область мозга, расположенная на пересечении височной и теменной долей коры больших полушарий головного мозга. Височно-теменной узел отвечает за сбор информации из таламуса, лимбической, зрительной, слуховой и соматосенсорной систем, интегрирует информацию из внешней и внутренней среды, после чего обрабатывает всю полученную информацию. Эта область также играет ключевую роль в процессах осознания себя и других теориях сознания. Повреждение височно-теменного узла может вызвать амнезию, шизофрению и болезнь Альцгеймера.